# 위안란
위안란(중국어: 苑冉, 한자음: 원염, 1979년 3월 19일 ~ )은 중국의 가수 겸 배우이다.

## 학력
- 중앙희극학원 (졸업)

## 출연작

### 드라마
- 2012년 산둥 위성 텔레비전 화양극장 《고도비응》 - 장월흔 역
- 2014년 장쑤 위성 텔레비전 행복극장 《이혼률사》 - 석강 역
- 2016년 산둥 위성 텔레비전 화양극장 《여파가착랑》 - 취핑 역
- 2016년 중국중앙텔레비전 제일특약극장 《인민검찰관》 - 티엔칭 역
- 2016년 후난위성텔레비전 금응독파극장 《찰문상애파》 - 안나 역
- 2017년 후난위성텔레비전 금응독파극장 《인간지미시청환》 - 사회자 역
- 2017년 후난위성텔레비전 금응독파극장 《엽장》 - 풍권권 역
- 2019년 후난위성텔레비전 금응독파극장 《여과가이저양애》 - 뤄민 역
- 2020년 후난위성텔레비전 금응독파극장 《이가인지명》 - 허메이 역
- 2022년 유쿠 웹 드라마 《석유유리와》 - 진닝 역